# Controlul țânțarilor

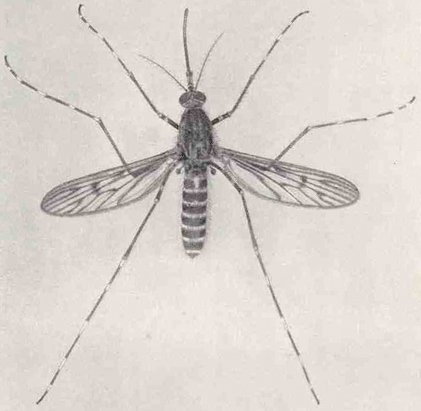
Țânțarii sunt considerați în general enervanți și unele specii transmit boli, ducând astfel la o varietate de eforturi umane pentru eradicarea sau reducerea prezenței lor.

Controlul țânțarilor gestionează populația de țânțari pentru a-și reduce daunele aduse sănătății umane, economiilor și plăcerii. Controlul țânțarilor este o practică vitală a sănătății publice în întreaga lume și în special în tropice, deoarece țânțarii răspândesc multe boli, precum malaria și virusul Zika.
Operațiile de control a țânțarului sunt vizate împotriva a trei probleme diferite:
1. Țânțari nocivi deranjează oamenii în jurul caselor sau în parcuri și zone de agrement;
2. Țânțarii importanți din punct de vedere economic reduc valorile imobiliare, afectează în mod negativ turismul și interesele comerciale aferente, sau influențează negativ producția de animale sau de păsări de curte;
3. Sănătatea publică este în centrul atenției când țânțarii sunt vectori sau transmițători ai bolilor infecțioase.

Organismele bolii transmise de țânțari includ virusul West Nile, virusul encefalitei Saint Louis, virusul encefalomielitei ecologice din est, virusul Everglades, virusul Highlands J, virusul encefalitei La Crosse din Statele Unite; febra denga, febră galbenă, virusul Ilheus, malaria, virusul Zika și filariza la tropicele americană; Febra Văii Marelui Rift, Wuchereria bancrofti, encefalita japoneză, chikungunya și filariază în Africa și Asia; și encefalita Murray Valley în Australia.
În funcție de situație, pentru a gestiona populațiile de țânțari pot fi utilizate reduceri de sursă, biocontrol, larvicidare (uciderea larvelor) sau adulticidare (uciderea adulților). Aceste tehnici sunt realizate folosind modificarea habitatului, pesticide, agenți de control biologic și capcană. Avantajul metodelor de control non-toxice este că pot fi utilizate în zonele de conservare.

## Legături externe
- CDC info page on malaria vector control
- The American Mosquito Control Association
- The European Mosquito Control Association
- WHO Vector control site
- Reducing mosquito population the environmental way